# 2337 Boubin
2337 Boubin је астероид главног астероидног појаса са средњом удаљеношћу од Сунца која износи 2,595 астрономских јединица (АЈ).
Апсолутна магнитуда астероида је 12,0.